# 小行星3818
小行星3818（3818 Gorlitsa）是一颗绕太阳运转的小行星，为主小行星带小行星。该小行星于1979年8月发现。

## 轨道参数
小行星3818的轨道半长轴为2.3682541 UA，离心率为0.179。